# Кисіль (герб)
Кисіль (пол. Kisiel, Namiot, Swiętoldycz) — старовинний русинський (український) шляхетський герб який походить від Київських князів.
Герб належав славній родині Киселів.

## Опис
На гербовому полі знаходиться палатка чи намет.